# Fabio Viale

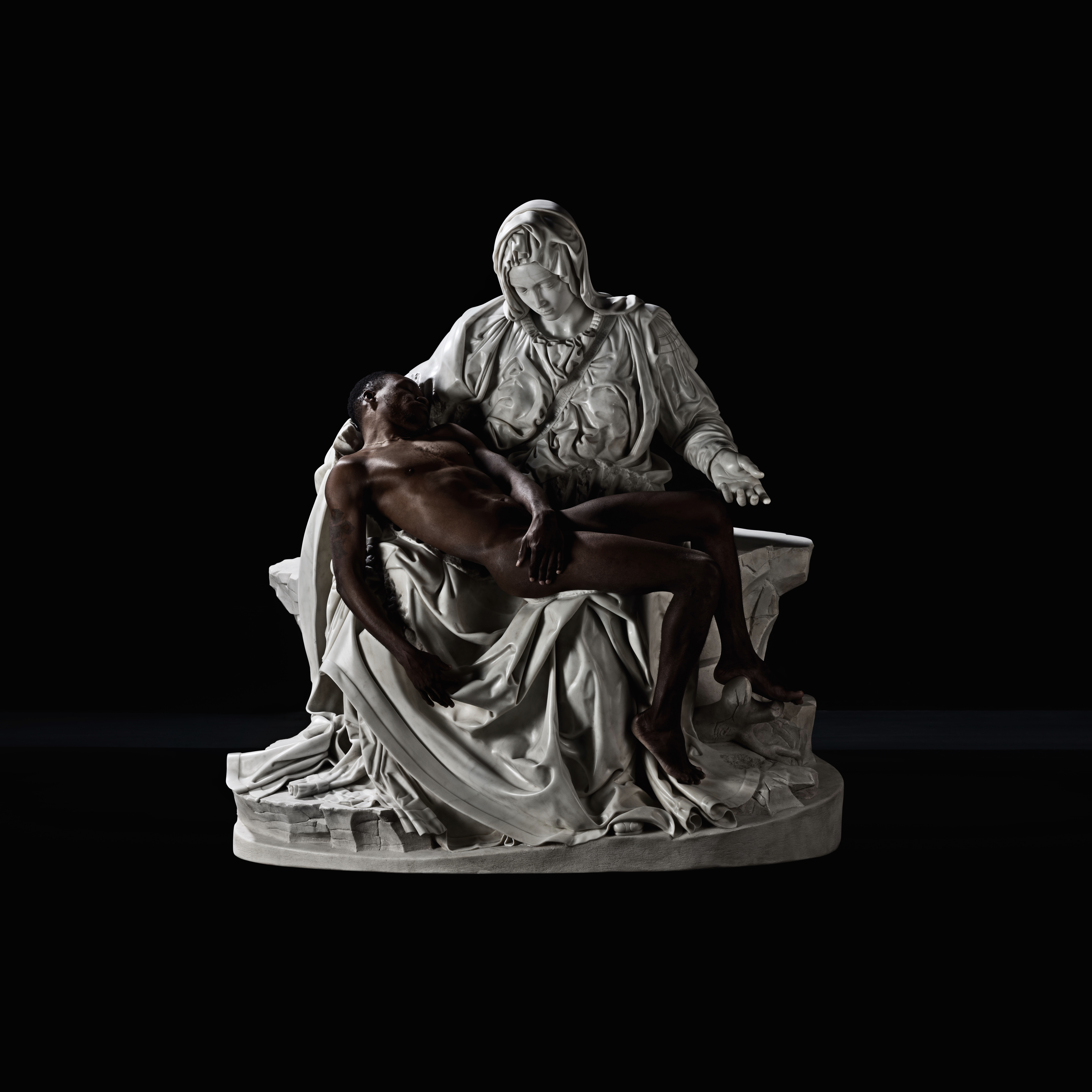
Fabio Viale - Lucky Ehi 2018

Fabio Viale (Cuneo, 19 settembre 1975) è uno scultore italiano.

## Biografia
Fabio Viale ha studiato scultura presso l'Accademia di Belle Arti di Torino.
Nel suo lavoro opta per un completo coinvolgimento fisico con la sua arte.
In una delle sue performances più sorprendenti, ha navigato, delle acque del fiume Tevere a Roma e al lago del Gorkij Park, a Mosca, una barca da 600 kg completamente scolpita nel marmo (Aghalla, 2002); una sostanza normalmente non nota per galleggiamento.
In un'altra occasione, ha spinto la replica in marmo bianco di Carrara di uno pneumatico per mezzi pesanti dal peso di una tonnellata per le vie di Torino (Opera Rotas, 2005).

## Opere principali
- 2002, Ahgalla, una barca di marmo in grado di galleggiare ma anche di trasportare persone con l'ausilio di un motore fuoribordo, che viene varata a Carrara, Torino, Roma, Milano, Venezia, Trieste, San Pietroburgo, Mosca.[3][4][5][6][7]
- 2004, Arrivederci e grazie, la scultura composta da due elementi che costituiscono la replica in scala 1:1 di due sacchetti in carta forati (nel 2012 realizzata anche una versione monumentale, alta quasi due metri, che ha vinto l'edizione 2012 del Premio Fondazione Henraux)
- 2005, Opera Rotas, una replica della ruota in marmo, dal peso di una tonnellata, rotolata per le vie di Torino e Milano
- 2006, Souvenir Pietà, l'opera è costituita da due elementi : una fotografia della Pietà di Michelangelo, conservata nella Basilica di San Pietro a Roma e una replica della statua del Cristo Morto in marmo bianco. Nell'immagine manca però la figura di Gesù.
- 2011, Cavour, un monumento di Camillo Benso Conte di Cavour, poi collocato nel Palazzo del Quirinale.[8][9]
- 2014, Suprema, la scultura della cassetta da ortomercato, marmo bianco e pigmenti, opera vincitrice del Premio Cairo[10].
- 2018, Lucky Ehi, la scultura che rappresenta una copia della Pietà di Michelangelo ma con la figura del Gesù sostituita da un migrante nigeriano.[11]
- 2018, Laocoonte, una replica della statua di Gruppo del Laocoonte, con la superficie tatuata, raffigurante l'Inferno di Dante della Basilica di San Petronio ad opera di Giovanni da Modena.

## Temi
Fabio Viale è un illusionista della materia capace di "trasformare" il marmo in polistirolo, carta e popcorn, e con il suo spirito bonariamente imbroglione ha in più occasioni messo in scena eventi che hanno tratto in inganno la stampa e creato installazioni documentando fatti mai avvenuti.
Le incredibili repliche di oggetti ordinari - uno pneumatico, una scatola di plastica, un sacchetto di carta - stravolgono le aspettative sfidando le nostre comuni supposizioni.
Tutte le sculture di Fabio Viale impressionano per il virtuosismo tecnico, incantano per la sinuosa bellezza e divertono per la loro soave ironia. Interessante anche l'aspetto provocatorio del suo approccio alla scultura, nel tentativo di rinnovarne i crismi facendo collimare arte classica ed espressioni moderne, come i tatuaggi.

## Riconoscimenti
- 2012 - Primo Premio dalla Fondazione Henraux a Querceta.[13]
- 2014 - vincitore del 15º Premio Cairo.[14]
- 2017 - 52º Premio Internazionale Le Muse - Salone del Cinquecento a Palazzo Vecchio a Firenze.[15]

## Mostre
- Nel 2009 espone in una personale che richiama l’attenzione di oltre 30.000 visitatori al Loft Project Etagi di San Pietroburgo. In quell’occasione è stata varata Ahgalla 2 sulle acque del fiume Neva, presenti le maggiore testate giornalistiche televisive russe.[16][17][5]
- Nel 2011 il centro per l'arte contemporanea di Mosca "Garage" gli dedica una mostra personale.[18][19][20]. L'anno successivo il Museo del Novecento di Milano espone le sue opere più rappresentative acquisendo una scultura per la sua collezione permanente.[13]
- Nel 2013 espone in una personale alla Sperone Westwater Gallery di New York.[21]
- Nel gennaio 2018 presenta la mostra Lucky Ehi - una replica della Pietà vaticana di Michelangelo, ma privata del Cristo- presso il nuovo spazio milanese della Galleria Poggiali.[22][23][24][25]Dopo qualche mese viene trasportata al largo di Lampedusa.
- Nel luglio 2018 inaugura una personale alla Glyptothek di Monaco di Baviera dove espone 11 sculture in prevalenza di grandi dimensioni, mentre nella Königsplatz, la piazza antistante il museo, per la prima volta viene collocata un’opera d’arte contemporanea, il suo monumentale Laocoonte in marmo bianco tatuato.
- Nel novembre 2018 inaugura una personale presso la galleria Gagliardi e Domke http://www.gagliardiedomke.com/ di Torino, intitolata ‘Fifteen’ http://www.gagliardiedomke.com/uncategorized/fabio-viale/, per celebrare i 15 anni di collaborazione. Vengono esposti i lavori più iconici di Viale e alcuni monumentali, coprendo l’intera area espositiva post-industriale di Via Cervino 16, a Torino
- Nel 2019 partecipa alla 58ª edizione della Biennale di Venezia.
- A giugno del 2020 inaugura la mostra pubblica 'Truly' in Piazza del Duomo a Pietrasanta (LU).
- Nel 2021 apre una sua mostre personale presso Villa Maritime, durante la manifestazione artistica Un Été au Havre, Le Havre, Francia e in autunno inaugura la sua mostra In Between presso le magnifiche sale di Palazzo Reale a Torino. In concomitanza partecipa alla mostra dedicata ad Antonio Canova, Canova tra innocenza e peccato presso il MART di Rovereto, curata da Vittorio Sgarbi.
- Nel 2022 apre la mostra personale 'Aurum', mostra diffusa nel centro storico di Arezzo, che raccoglie più di 40 opere dello scultore.